# オリックス・バファローズ主催試合の地方球場一覧
オリックス・バファローズ主催試合の地方球場一覧（オリックス・バッファローズしゅさいじあいのちほうきゅうじょういちらん）では、阪急ブレーブス→オリックス・ブレーブス→オリックス・ブルーウェーブ→オリックス・バファローズの主催試合開催の地方球場を列記する（フランチャイズ制度が導入された1952年から）。
2005年にオリックスに合併された大阪近鉄バファローズのものは大阪近鉄バファローズの主催試合の地方球場一覧を参照されたい。

## 一軍

### 歴代本拠地
※フランチャイズ制導入後

#### 兵庫県
- 阪急西宮球場（1952年 - 1990年。1991年は地方開催扱いで使用）
- 神戸総合運動公園野球場（ほっともっとフィールド神戸）（1991年 - 2004年、2006年。1988年は地方開催扱いで使用）
  - 施設命名権による呼称は、1988年 - 2002年は「グリーンスタジアム神戸」、2003年 - 2004年は「Yahoo! BBスタジアム」、2005年 - 2010年は「スカイマークスタジアム」
  - 1989年 - 1990年、2005年および2007年以降は準本拠地扱い。

#### 大阪府
- 大阪ドーム（京セラドーム大阪）（2005年、2007年 - ）
  - 2006年は準本拠地扱い。
  - オープン戦では阪神タイガース主催でも1試合開催されることが通例となっている。

### 東日本

#### 北海道
- 釧路市民球場（1986年）
- 札幌市円山球場（1990年、1996年、1997年、1999年）
  - 1999年6月20日の対近鉄戦は日没コールドとなった[1]。
- 花咲スポーツ公園硬式野球場（旭川スタルヒン球場）（1994年）
- 千代台公園野球場（函館オーシャンスタジアム）（1995年、2000年、2001年）
  - 札幌市円山球場以外の3球場は北海道日本ハムファイターズが2004年に本拠地を札幌ドームに移転後、日本ハム主催試合のビジターチームとして使用している。

#### 岩手県
- 岩手県営野球場（1996年 - 2003年、1998年、2002年［雨天中止］）

#### 宮城県
- 宮城球場（現：楽天モバイルパーク宮城）（1996年、1998年 - 2003年、1997年［雨天中止］）
  - 2005年に東北楽天ゴールデンイーグルスが新規参入後は、ビジターチームとして使用している。

#### 秋田県
- 秋田市営八橋球場（現：さきがけ八橋球場）（1993年 - 1997年）

#### 山形県
- 山形県野球場（現：ヤマリョースタジアムやまがた）（1989年 - 1991年）

#### 福島県
- 福島県営あづま球場（1987年）

#### 東京都
- 東京ドーム
  - 2004年、2005年と2007年から2009年まで主催試合を2試合開催。1988年の開場から日本ハム主催試合でビジターチームとして使用。また、2005年からはセ・パ交流戦の読売ジャイアンツ主催試合でも使用。

### 中日本

#### 静岡県
- 静岡県草薙総合運動場野球場　※オープン戦のみ

#### 富山県
- 県営富山野球場（1977年 - 1979年）
- 高岡市営城光寺野球場（1977年、1978年）
- 富山市民球場アルペンスタジアム（1993年 - 1997年、1999年 - 2001年）

#### 石川県
- 石川県立野球場（2000年）

#### 福井県
- 福井県営球場（1979年、2000年）

#### 愛知県
- ナゴヤドーム （現：バンテリンドームナゴヤ）（1997年 - 2004年）
  - 2005年からはセ・パ交流戦の中日ドラゴンズ主催試合で使用している。

#### 京都府
- 福知山市民球場（1952年）
- 京都市西京極総合運動公園野球場 （西京極球場）（現：わかさスタジアム京都）
  - 当時の親会社であった阪急電鉄の沿線であるという経緯から、阪急時代の1958年及び1960年から1982年（年10試合程度）及び1988年（年4試合）に準本拠として公式戦を開催。球団を譲渡してオリックスとなった1年目の1989年の対ロッテ戦を最後に主催公式戦がなかったが、2015年7月30日に26年ぶりに主催公式戦を行った[2]。その後は、2018年5月27日に3年ぶりに一軍公式戦を開催した。2019年も8月27日・28日と2試合を予定したが、両日ともに雨天中止となった[3]。

#### 大阪府
- 大阪ドーム（京セラドーム大阪。備考参照）
- 舞洲ベースボールスタジアム（大阪シティ信用金庫スタジアム）（2019年、2023年）　※オープン戦のみ
  - 当初は2018年3月16日に初開催予定であったが雨天中止となり、翌2019年3月13日が初開催となった。2023年3月17日にも開催。

#### 兵庫県
- 神戸市民球場（1954年、1961年）
- 兵庫県立明石公園第一野球場（明石トーカロ球場）（1954年）
- 姫路市立姫路球場（姫路球場）（現：ウインク球場）（1960年、1961年、1964年、1991年 - 1995年）　※現在はオープン戦のみ
- 阪神甲子園球場（1962年3月18日に対南海のオープン戦で使用。阪神対巨人戦との変則ダブルヘッダーで開催）
- 神戸総合運動公園野球場（現：ほっともっとフィールド神戸）

#### 和歌山県
- 和歌山県営向ノ芝野球場（1952年）
- 和歌山県営紀三井寺野球場　※オープン戦のみ

### 西日本

#### 鳥取県
- 米子市営湊山球場（1977年）
- 倉吉市営野球場（1978年、1981年、1984年）
- 米子市民球場（現：どらドラパーク米子市民球場）（1992年 - 1995年、2000年、2002年）

#### 島根県
- 島根県立浜山公園野球場（1977年、1978年、1982年、1983年）
- 松江市営野球場（1979年、1980年、1982年 - 1984年）

#### 岡山県
- 岡山県野球場 （1976年 - 1985年、1987年）

1976年の開催時は、当時阪急電鉄と資本関係があった下津井電鉄が勧進元だった。
- 岡山県倉敷スポーツ公園野球場（倉敷マスカットスタジアム）（1996年 - 1998年、2000年）

#### 愛媛県
- 松山市営球場（1979年）

#### 高知県
- 高知市野球場（1979年、1985年）

#### 福岡県
- 門司市営老松球場（1950年）
- 久留米ブリヂストン球場（1959年）
- 平和台野球場（1979年、1980年、1983年 - 1987年）
- 福岡ドーム（1999年）（現：みずほPayPayドーム福岡。1999年にオリックス主催で対福岡ダイエーホークス3連戦が開催された）

#### 長崎県
- 佐世保市営球場（1951年）
- 長崎市営大橋球場（1951年）

#### 大分県
- 中津市営球場（1951年）

#### 宮崎県
- 宮崎県総合運動公園硬式野球場（KIRISHIMAサンマリンスタジアム宮崎）（現：ひむかサンマリンスタジアム宮崎）（2018年）

#### 鹿児島県
- 鹿児島県立鴨池野球場（現：平和リース球場）（1994年 - 1996年、1998年、2000年、2002年）

#### 沖縄県
- 那覇市営奥武山野球場（沖縄セルラースタジアム那覇）（1962年[4]、2016年、2024年）
  - 2016年6月28日、54年ぶりの沖縄でのパシフィック・リーグ公式戦となる対楽天戦を主催。1962年の試合はオリックスの前身・阪急の対大毎（現：千葉ロッテマリーンズ）戦。その後、2024年5月14日・15日にも対千葉ロッテ戦を主催した。[5]

### 備考
- 神戸総合運動公園野球場では専用球場時以外では1988年 - 1990年と2005年および2007年以後に開催。1989年と1990年は神戸市内のファン確保という観点から年13試合程度の主催試合を行った。特に1989年の場合は福岡ダイエーホークスが当時親会社の本社があった神戸市を準本拠にしたい意向があったが、オリックスと阪神タイガースの許諾を得ることが出来なかったという経緯を踏まえ、オリックス主催のダイエー戦の全試合（当初日程。雨天中止による代替試合は西宮で開催）を同球場で組んだというものであった。翌1990年は対5球団とのカードが均等に組まれた。2005年と暫定的に専用球場となった2006年は大阪ドームとほぼ折半開催した。
  - セ・パ交流戦については、2005年から2010年まで、阪神戦・巨人戦のうちの1試合+それ以外の2-3連戦1カードを神戸で開催していたが、2011年以後は全試合京セラドームのみで行っている。
- 大阪ドームは2006年のみ、大阪ドームの運営会社の破綻により会場確保が確実ではなかったため専用球場から外され、名目上は地方球場扱い。但し専用球場のスカイマークスタジアムと試合を折半し、実質的には本拠地扱い。
- 2013年は高知での主管オープン戦は行われず、その代わりとして京セラドーム大阪で2013 ワールド・ベースボール・クラシック強化試合（ブラジル・中国）として行われているが、これはWBC主催者のワールド・ベースボール・クラシック・インクが主催するものである。同様に2023年にも日本・韓国の両代表との2023 ワールド・ベースボール・クラシックの公式強化試合を京セラドームでWBCインク主催の下で行う[6]

## 二軍

### 歴代本拠地
- 西宮第二球場（- 1991年途中）
- 神戸総合運動公園（グリーンスタジアム神戸）サブ球場（1991年途中 - 1999年・2010年 - 2016年）

舞洲サブに本拠地移転後の2017年はファーム公式戦が3試合開催された。
- あじさいスタジアム北神戸（2000年 - 2016年）

二軍（一時期「サーパス神戸」 → 「サーパス」）については、あじさいスタジアム北神戸が完成後は北神戸での試合に特化していたが、2010年以後は北神戸・神戸サブをほぼ折半する形で開催するようになった。しかし舞洲サブ移転後、ファーム公式戦は開催されていない（2017年現在）。
- 舞洲ベースボールスタジアムサブ球場（オセアンバファローズスタジアム舞洲）（2017年 - ）

### その他
- 高槻萩谷バファローズ球場（萩谷総合公園野球場）（2012年 - ）
- 佐藤薬品バファローズスタジアム（奈良さとやくスタジアム）（2012年 - ）
- 花園セントラルバファローズスタジアム（花園中央公園野球場）（2013年 - ）
- 豊中ローズバファローズ球場（豊中ローズ球場）（2013年 - ）

上記のスタジアム名はファーム公式戦の主催試合のみ使用される。
- 富田林バファローズスタジアム（2012年 - ）
- 和歌山県営紀三井寺野球場（2015年 - ）
- 春日スタジアム（1996年 - 2016年[7]）
- 高知市総合運動場野球場（2016年）
- くら寿司スタジアム堺（2021年 - ）